# Holub skalní
Holub skalní (Columba livia) je pták z řádu měkkozobých, z čeledi holubovitých. Je divokou formou holuba domácího.

## Popis
Středně velký pták s kratším ocasem, velký jako domácí holub, délka těla 31–35 cm. V původním divokém zbarvení je šedý s lesklou fialovou hrudí a lesklým zeleným krkem a s výraznými černými pruhy na křídlech. Ocas je modrošedý se širokým načernalým lemem na konci, kostřec je bílý, zobák je matně šedý s bělavým ozobím. Mezi samcem a samicí nejsou výrazné rozdíly ve vzhledu ani ve velikosti. Mláďata jsou více hnědá, prachový šat je smetanově žlutý.

## Rozšíření
Západní část palearktické oblasti (západní Eurasie včetně severní Afriky a Přední Asie), východní část palearktické oblasti (východní Eurasie včetně Japonska a severní Číny), etiopská oblast (Afrika od Sahary k jihu), orientální oblast (jižní Asie), australská oblast (Austrálie, Nový Zéland), nearktická oblast (Severní Amerika). Hojně se vyskytuje ve Středomoří a ve Velké Británii. Je stálý.

## Prostředí
Hnízdí na skalních středomořských útesech, jednotlivě i ve vnitrozemí ve skalách, zříceninách a na budovách. Nikdy nehnízdí v dutých stromech jako doupňáci.

## Hnízdění

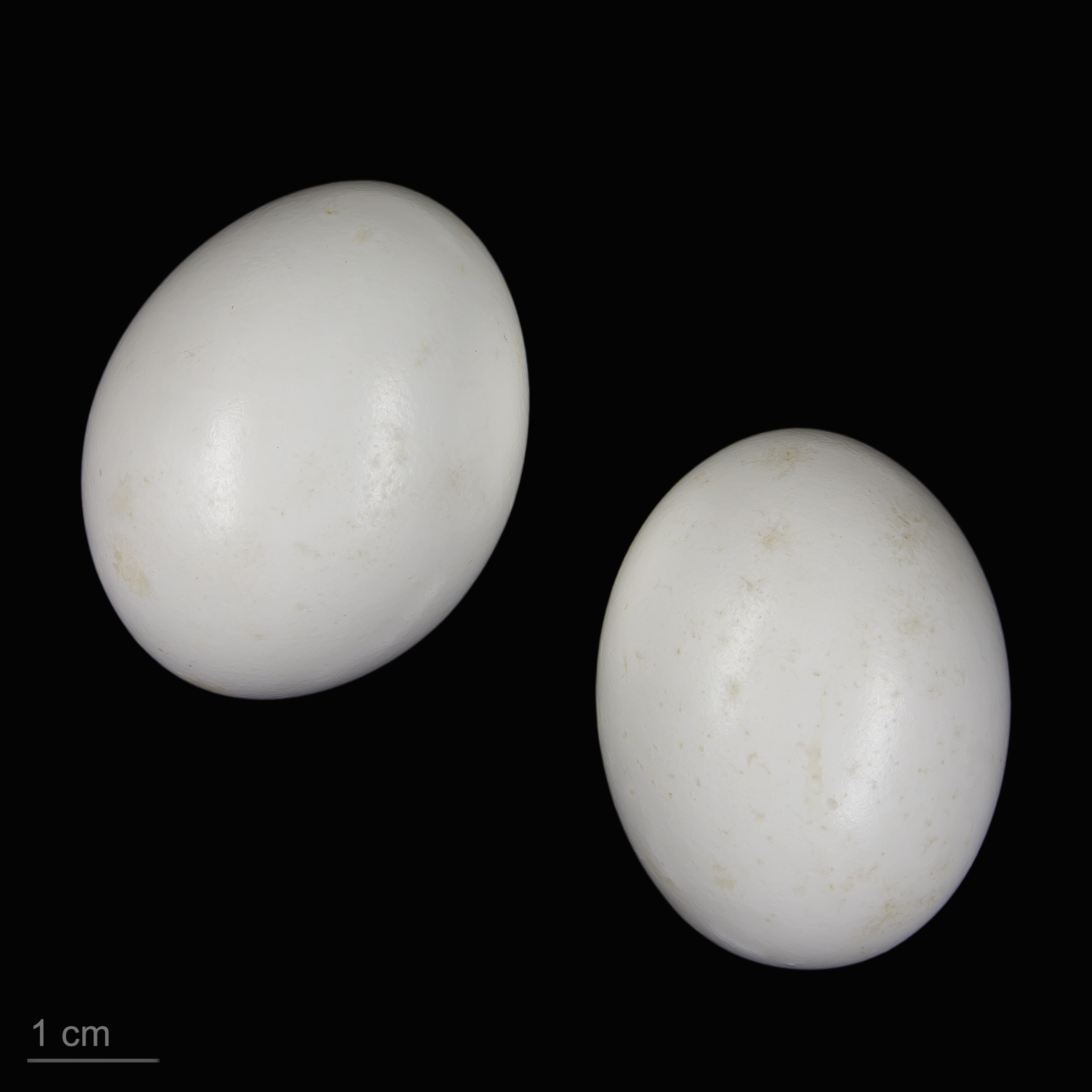
Vejce holuba skalního (Columba livia)

Hnízdí 2–3× ročně od dubna do července.
Hnízdo tvořené trávou a větvičkami staví ve skalních výklencích. Na 2 bílých vejcích sedí střídavě oba rodiče 17–18 dnů, o mláďata pečují oba rodiče 4–5 týdnů. Páry jsou poměrně stálé, ale v zimním období se nedrží spolu.

## Potrava
Živí se hlavně semeny, obilím, pupeny, mladými rostlinkami, případně i plody, plži a hmyzem. Ve městech bývá přikrmován.